# Monster Hunter Wilds
Monster Hunter Wilds (モンスターハンターワイルズ?, Monsutā Hantā Wairuzu) è un videogioco action RPG sviluppato e pubblicato da Capcom. Successore di Monster Hunter: World (2018), il gioco è stato pubblicato per Windows PC, PlayStation 5 e Xbox Series X e Series S il 28 febbraio 2025.
Nel giro di tre giorni dall'uscita, Wilds ha venduto più di 8 milioni di copie, diventando il gioco Capcom venduto più velocemente fino ad oggi.

## Trama
Un gruppo di esploratori, guidato dall'ex cacciatore Fabius, trova un ragazzino di nome Nata in una terra desolata. Nata afferma di provenire dalle Terre Proibite, una regione aspra e inesplorata del Vecchio Mondo, isolata da oltre duemila anni e ritenuta inabitata; Nata racconta inoltre che il suo popolo, i Custodi, è stato attaccato dallo "Spettro Bianco", un mostro che si credeva estinto. Fabius convoca un cacciatore recentemente promosso e il suo compagno felyne per indagare sullo Spettro Bianco e scortare Nata a casa, nonostante la mancanza di informazioni sui Custodi. Al cacciatore, al suo compagno e a Nata si uniscono la responsabile della gilda Alma e la fabbra Gemma, formando così l'Unità Avis. Alla spedizione partecipa anche l'Unità Astrum: la cacciatrice veterana Olivia e il suo compagno felyne Athos, il biologo Erik e Werner, un ingegnere della gilda.
La Gilda esplora gradualmente le Terre Proibite, trovando e aiutando diversi villaggi indigeni a difendersi da mostri aggressivi e condizioni meteorologiche anomale, stringendo amicizia con i suoi abitanti. Durante il loro viaggio, incontrano ripetutamente lo Spettro Bianco, un wyvern bianco con appendici a forma di catena che gli escono dalle ali, in grado di uccidere i superpredatori di ogni regione assorbendone l'energia vitale tramite le sue catene.
La Gilda scopre infine che le terre sono collegate tra loro da una misteriosa struttura organica chiamata la Spina della Terra, la quale è stata danneggiata e per questo da essa fuoriesce una sostanza cristallina bianca nota come latte di wyvern o "wylatte", il cui aspetto sembra legato alle condizioni meteorologiche di ciascun bioma. La Spina della Terra li conduce inoltre alle rovine di Wyveria, capitale di un'antica civiltà, dove Nata si riunisce ai Custodi. Lì apprendono che l'antica civiltà di Wyveria creò sia la Torcia, una potente fonte di energia infinita distribuita attraverso le varie terre tramite la Spina della Terra, sia i Mostri Guardiani, esseri artificiali destinati a difendere Wyveria. Lo Spettro Bianco, noto come Arkveld, è anch'esso un Guardiano, ma è diventato incontrollabile dopo aver assorbito i tratti di altri mostri e ora attacca la fauna locale minacciando l'intero ecosistema, costringendo perciò il cacciatore ad ucciderlo. Il gruppo alla fine individua la Torcia tra le rovine, ma scopre anche il Guardiano draconico Zoh Shia, che si nutre direttamente dalla Torcia. Zoh Shia era l'arma segreta di Wyveria, creata per difendere l'impero da una minaccia sconosciuta, ma dopo essersi rivoltò contro di loro, causò la caduta della civiltà.
Dopo aver consultato i Custodi e Colei Che Sente Tutto, una saggia wyverniana, l'Unità Avis affronta Zoh Shia, uccidendolo per proteggere l'ecosistema. In seguito, Nata diventa un apprendista cacciatore e l'Unità Avis scopre un uovo schiuso di Arkveld, a dimostrazione che prima di venire ucciso Arkveld fosse riuscito a riprodursi portando alla rinascita della specie.
Mentre continua ad esplorare le Terre Proibite, l'Unità Avis scopre presto che un Gore Magala, un drago meta-anziano portatore del Virus della Frenesia (introdotto in Monster Hunter 4), è arrivato nelle Terre Proibite, diffondendo il suo virus ad altri mostri e facendoli impazzire; l'Unità Avis ha quindi il compito di arginare la diffusione del Virus della Frenesia insieme agli altri mostri della zona. Il Virus frenetico si rivela in grado di infettare anche la Torcia, dimostrando che l'artefatto è in realtà un essere vivente, e di rendere il clima instabile facendo diventare irrequieti i superpredatori di tutti i biomi. L'Unità Avis, con l'aiuto di Fabius, rintraccia e riesce ad uccidere il Gore Magala, mentre Werner ed Erik riescono creare un antidoto e a curare la Torcia, ma arrivano troppo tardi per impedire che anche Arkveld venga infettato. Dopo aver visto Arkveld massacrare diversi mostri, Nata implora il cacciatore di ucciderlo, rischiando di estinguere di nuovo la specie. Dopo averlo fatto, il cacciatore ipotizza che il nuovo Arkveld potrebbe aver avuto il tempo di deporre un uovo prima di morire e accetta di cercarlo insieme a Nata.
In seguito, Zoh Shia viene misteriosamente ritrovato vivo e rigenerato nei pressi della Torcia; il cacciatore viene quindi incaricato di ucciderlo ancora una volta e dopo la sua sconfitta la Gilda ipotizza che Zoh Shia sia in grado di rianimarsi completamente anche da un solo frammento con una fonte di energia adeguata. La Gilda decide che, se da un lato disattivare la Torcia impedirà il ritorno dello Zoh Shia, dall'altro causerà ulteriori problemi alla regione. Al cacciatore viene quindi assegnato il compito di sorvegliare il nido dello Zoh Shia e uccidere il mostro ogni volta che torna, mentre la Gilda continua a studiare la Torcia.

## Mostri
All'interno della storia il cacciatore affronterà una gran varietà di mostri, tra cui alcune specie già apparse in passati capitoli della serie come: Rathalos, Rathian, Gravios, Gypceros e Yian Kut-Ku (prima generazione); Blangonga e Congalala (seconda generazione); Lagiacrus (terza generazione) Nerscylla, Seregios, Mizutsune e Gore Magala (quarta generazione). La Fauna Endemica ritorna inoltre da Monster Hunter World ed è di nuovo possibile catturarla con la rete.  
Il titolo include invece una nuova classe di mostri inedita, i Cefalopodi, mostri che assomigliano ai cefalopodi, di cui fanno parte Nu Udra e Xu Wu. 
Nuovi al titolo sono anche i Mostri Guardiani, esseri artificiali creati dagli scienziati di Wyveria e basati su diversi mostri, generalmente simili alla loro controparte naturale ma con parti del corpo pallide, occhi neri e sangue viola. Creati per servire e proteggere il popolo di Wyveria, dopo che quest'ultima cadde molti rimasero in letargo nei loro bozzoli, dopo che Zoh Shia si rivoltò contro la stessa civiltà. I Guardiani sono pressoché immortali fintanto che consumino latte di wyvern, pertanto non hanno bisogno di nutrirsi o di riprodursi.

## Personaggi
Personaggi principali:
- Alma: giovane responsabile della Gilda appartenente all'Unità Avis, che assiste il cacciatore in tutte le sue missioni, gestendole e autorizzandole su ordine della Gilda, oltre a riportare le varie scoperte sul campo. È appassionata di antropologia e culture antiche e viene rivelato che ha studiato all'Accademia sotto Fabius. Per questo è anche la prima a stabilire contatti con i vari villaggi indigeni e la loro gente, oltre ad occuparsi di tenere Nata al sicuro;
- Gemma: fabbra appartenente all'Unità Avis, che assiste il cacciatore fornendo armi e armature. Attraverso i dialoghi del gioco, si intuisce che Gemma sia in realtà la Giovincella della Forgia (introdotta in Monster Hunter 4) ormai cresciuta;
- Nata: un ragazzino indigeno delle Terre Proibite, appartenente alla tribù dei Custodi. All'inizio della storia Nata viene separato dalla sua tribù, a seguito dell'attacco dello Spettro Bianco, e salvato da suo zio Tasheen; dopo essere fuggito viene ritrovato e salvato dall'Unità di Ricerca di Fabius e Alma. Alcuni anni dopo Nata accompagna il cacciatore e l'Unità Avis durante il loro viaggio, scoprendo quante persone e quanta vita ci siano nelle Terre Proibite, aprendosi maggiormente alle persone e al cacciatore. Nel corso della storia maturerà anche nei suoi sentimenti verso l'Arkveld, lo Spettro Bianco, dopo averlo odiato fortemente per la distruzione del suo villaggio, fino a provare profonda pietà per il mostro dopo aver scoperto che si trattava di una vita artificiale che stava cercando di liberarsi, al punto di supplicare il cacciatore di risparmiarlo. Alla fine della storia principale, Nata decide di diventare anch'esso un cacciatore e costituire il ponte di collegamento tra le varie tribù;
- Fabius: è un ex cacciatore distintosi all'interno della Gilda, oltre che mentore di Alma presso l'Accademia. Fece parte della spedizione che soccorse Nata e in seguitò incaricò il cacciatore di guidare l'Unita Avis come parte della Commissione di Ricerca delle Terre Proibite. In seguito raggiungerà personalmente le Terre Proibite per far fronte alla dilagazione del Virus frenetico del Gore Magala, uccidendolo insieme al cacciatore. Durante la storia viene fatto intendere che Fabius sia il Granlanciere (personaggio introdotto in Monster Hunter 4), facente parte del gruppo di caccia dei Grancaccia, data la sua storia con il Gore Magala ed il Virus della Frenesia.

## Modalità di gioco
Simile al suo predecessore World, Wilds è un videogioco action RPG giocabile da una prospettiva in terza persona. In Wilds, i giocatori assumono il ruolo del Cacciatore protagonista in viaggio attraverso le "Terre proibite", un vasto territorio ritenuto disabitato per lungo tempo e ricca di nuovi mostri, al fine di localizzare una spedizione scomparsa. Come nei giochi precedenti della serie, il Cacciatore avrà il compito di rintracciare e combattere mostri, catturandoli o uccidendoli e ottenendo in seguito ricompense sotto forma di parti di mostro e altre risorse. Con le risorse raccolte, il giocatore può quindi creare nuove armature, armi, materiali di consumo e altri equipaggiamenti che gli consentiranno di combattere mostri più forti.
Il mondo di gioco presenta diversi biomi, ognuno dei quali è un grande open world che i giocatori potranno esplorare liberamente. In Wilds, i giocatori possono muoversi liberamente senza menù di caricamento tra le aree di caccia e il villaggio/campo base, dove possono cucinare cibo, rifornire le loro scorte e creare nuovi equipaggiamenti. Le missioni possono anche essere avviate ogni volta che i giocatori individuano i loro bersagli nell'area in cui si trovano. Per esplorare queste aree così vaste, il Cacciatore può avvalersi di una nuova cavalcatura chiamata Seikret, simile ad un raptor, che aiuta l'esplorazione del giocatore e lo dirigerà verso il suo obiettivo attuale, oltre a poter essere usata in combattimento. Il Seikret consente inoltre al personaggio del giocatore di trasportare due armi distinte durante la caccia, scambiabili in qualsiasi momento, sebbene l'armatura possa essere cambiata solo nel villaggio.
Tutti i 14 tipi di armi di World ritornano in Wilds, con nuovi attacchi ed azioni per ciascuna di esse. Anche lo Slinger fa ritorno in Wilds con nuove funzionalità aggiuntive, che consentono ai giocatori di afferrare oggetti da lontano e innescare trappole ambientali. Il gioco presenta una modalità Precisione che consente ai giocatori di lanciare attacchi mirati contro parti specifiche del corpo di un mostro. Le ferite su un mostro possono essere ulteriormente sfruttate per infliggere danni extra. I mostri nel gioco interagiranno molto tra di loro, con i predatori che cacceranno le prede e alcuni mostri che esibiscono comportamenti da branco per proteggersi meglio. Anche il meteo e l'ora del giorno influenzano i comportamenti dei mostri, alcuni dei quali appaiono solo con condizioni meteorologiche che li favoriscono; ogni area di gioco ha infatti tre stagioni che si alterneranno tra di loro: Riposo, un periodo in cui i mostri più aggressivi si aggirano alla ricerca di cibo, seguito da Intemperie, che altera l'ecologia dell'area con disastri naturali, fino ad arrivare al periodo di Abbondanza, in cui l'area è lussureggiante. Lo stesso luogo potrebbe risultare completamente diverso in base alla stagione e i mostri più forti di ciascuna area tenderanno ad apparire durante le Intemperie dell'area.
Il gioco supporta la modalità multigiocatore cooperativa a quattro giocatori, anche se i giocatori che preferiscono giocare in single player potranno arruolare l'aiuto di tre cacciatori di supporto controllati dall'intelligenza artificiale per aiutarli. Come in World, il giocatore può lanciare un razzo SOS per chiamare altri giocatori o gli NPC per aiutarli nel bel mezzo di una caccia. Il gioco include un'opzione per i giocatori aracnofobici sostituendo i modelli di creature simili a ragni con blob amorfi.

## Sviluppo
Wilds è stato sviluppato da Capcom, utilizzando il loro motore interno RE Engine. In seguito al grande afflusso di giocatori portato dal successo di Monster Hunter World, gli sviluppatori hanno dedicato più tempo alla ricerca e allo sviluppo per determinare quali funzionalità volevano includere per soddisfare la più ampia gamma di giocatori previsti per Wilds, secondo il direttore artistico Kaname Fujioka. Già nel 2024, Wilds era in fase di sviluppo da almeno cinque o sei anni.
Il team si è impegnato a creare un ecosistema realistico e a simulare un ambiente naturale nel gioco. Secondo Yuya Tokuda, il direttore di gioco, i giocatori possono osservare le varie forme di vita presenti nel gioco mentre vivono il loro ciclo vitale e osservare come i mostri interagiscono tra loro. I mostri non rimangono in una singola posizione sulla mappa, ma si muoveranno liberamente. I predatori seguiranno le loro prede, ed i mostri piccoli saranno in grado di usare il loro numero per sopraffare anche i mostri grandi. I giocatori possono usare l'ambiente mutevole a loro vantaggio, ma gli effetti delle loro azioni non possono essere annullati anche se escono dal gioco o tornano al loro accampamento. Il team ha anche deciso di allontanarsi dal modello di "Spedizione" dei giochi precedenti e di introdurre un mondo più ampio e fluido per incoraggiare i giocatori a interagire con i vari sistemi di gioco. Per aumentare ulteriormente l'immersione, il personaggio controllato dal giocatore, così come i suoi compagni felyne (noti come Palico) sono completamente doppiati. Il team ha ascoltato il feedback dei giocatori di World e Rise e ha deciso di rendere l'esplorazione più accessibile per i giocatori attraverso l'introduzione di cavalcature che guidano automaticamente i giocatori verso il loro obiettivo.
Sono previsti contenuti scaricabili per il titolo, anche se secondo Tsujimoto, questi rimarranno solo oggetti cosmetici come armature a skin e non saranno "oggetti pay-to-win".
La beta aperta di Monster Hunter Wilds, iniziata il 26 ottobre 2024, ha attirato oltre 460.000 giocatori simultanei su Steam, evidenziando un notevole interesse da parte dei giocatori nonostante alcuni problemi tecnici. Il gioco è stato nominato come gioco più atteso ai Game Awards nel Novembre 2024.

## Doppiaggio
La localizzazione italiana del doppiaggio del titolo è a cura di Keywords Studios. La direzione del doppiaggio è di Alice Bongiorni. 
| Personaggio              | Doppiaggio        | Doppiaggio           | Doppiaggio         |
| ------------------------ | ----------------- | -------------------- | ------------------ |
| Cacciatore (voce 1)      | Ryosuke Higa      | Todd Haberkorn       | Matteo De Mojana   |
| Cacciatrice (voce 2)     | Farahnaz Nikray   | Laura Post           | Katia Sorrentino   |
| Cacciatore (voce 3)      | Hiroya Egashira   | Caleb Yen            | Renzo Ferrini      |
| Cacciatrice (voce 4)     | Takako Honda      | Cat Protano          | Stefania Patruno   |
| Cacciatore (voce 5)      | Shohei Komatsu    | Josh Petersdorf      | Jacopo Calatroni   |
| Cacciatrice (voce 6)     | Aj Kakuma         | Liz Morey            | Martina Tamburello |
| Compagno Felyne (voce 1) | Hina Kino         | Anne Yatco           | Emanuela Pacotto   |
| Compagno Felyne (voce 2) | Mitsuhiro Ichiki  | Nick Wolfhard        | Davide Garbolino   |
| Alma                     | Sara Matsumoto    | Anjali Kunapanemi    | Federica Simonelli |
| Gemma                    | Nanako Mori       | Kristen McGuire      | Gea Riva           |
| Nata                     | Aino Shimada      | Amber May            | Annalisa Longo     |
| Fabius                   | Hiroki Yasumoto   | Patrick Seitz        | Marco Pagani       |
| Errante                  | Shinji Kawada     | Hunter C. Smith      | Luca Sandri        |
| Olivia                   | Sayaka Kinoshita  | Alicyn Packard       | Jolanda Granato    |
| Athos                    | Nozomi Tamaki     | Monique Shi          | Valeria Falcinelli |
| Erik                     | Mitsuki Saiga     | Casey Mongillo       | Simone Lupinacci   |
| Werner                   | Eiji Hanawa       | Edward Bosco         | Francesco Rizzi    |
| Y'sai                    | Shogo Batori      | Spencer Ortega       | Andrea Oldani      |
| Nona                     | Miu Miyake        | Maya Aoki Tuttle     | Veronica Cuscusa   |
| Anziana                  | Sayuri Sadaoka    | Vanessa Marshall     | Elda Olivieri      |
| Zatoh                    | Shuhei Sakaguchi  | Ryan Colt Levi       | Mattia Bressan     |
| Susipesca/Wudwud         | Bibi              | Maura Vincent        | Cristina Giolitti  |
| Dogard                   | Hiroshi Shirokuma | TJ Storm             | Davide Fazio       |
| Aida                     | Momoko Taneichi   | Anairis Quinones     | Debora Magnaghi    |
| Yabran                   | Hiroshi Naka      | Richard Tatum        | Giorgio Bonino     |
| Maki                     | Aya Gomazuru      | Montserrat Hernandez | Giulia Bersani     |
| Roqul                    | Seiyu Fujiwara    | Mark Whitten         | Omar Maestroni     |
| Tasheen                  | Yutaka Nakano     | Christopher Swindle  | Marco Balzarotti   |
| Colei che sente tutto    | Kaoru Katakai     | Salli Saffioti       | Lorella De Luca    |

## Distribuzione
Monster Hunter Wilds è stato annunciato a dicembre 2023 ai The Game Awards. Il gioco è stat pubblicato per Windows PC, PlayStation 5 e Xbox Series X e Series S il 28 febbraio 2025 ed è stato il primo gioco della serie a vedere un'uscita simultanea su tutte le piattaforme di lancio. Il gioco è stato reso disponibile per una dimostrazione pubblica alla Gamescom del 2024, dove ha vinto quattro premi selezionati dai partecipanti, tra cui Most Epic, Most Entertaining, Best PlayStation Game e Best Trailer.

## Accoglienza
| Testata                          | Versione      | Giudizio         |
| -------------------------------- | ------------- | ---------------- |
| Metacritic (media al 25/02/2025) | Xbox One      | 90/100           |
| Metacritic (media al 25/02/2025) | PlayStation 5 | 90/100           |
| Metacritic (media al 25/02/2025) | PC            | 88/100           |
| OpenCritic (media al 25/02/2025) | varie         | 95% raccomandato |
| Destructoid                      | varie         | 9.5/10           |
| Eurogamer                        | varie         | 4/5              |
| GameSpot                         | varie         | 8/10             |
| GamesRadar+                      | varie         | 4.5/5            |
| PC Gamer (US)                    | varie         | 85/100           |
| PCGamesN                         | varie         | 9/10             |
| PCMag                            | varie         | 4/5              |
| Push Square                      | varie         | 9/10             |
| Shacknews                        | varie         | 9/10             |
| TechRadar                        | varie         | 4.5/5            |
| Video Games Chronicle            | varie         | 5/5              |
| VG247                            | varie         | 5/5              |

Monster Hunter Wilds ha ricevuto "un plauso universale" dalla critica per la versione PlayStation 5 e recensioni "generalmente favorevoli" per le versioni Windows e Xbox Series X/S, secondo l'aggregatore di recensioni Metacritic. OpenCritic ha determinato che il 95% dei critici ha consigliato il gioco.
All'uscita, il gioco contava oltre 1,3 milioni di utenti simultanei tramite Steam, il conteggio più alto per qualsiasi gioco Capcom e il sesto più alto per qualsiasi gioco su Steam fino ad oggi. Il giorno seguente, il gioco ha raggiunto oltre 1,38 milioni di utenti simultanei su Steam, il che lo ha reso il quinto gioco più alto in base a questa metrica. Un gran numero di recensioni degli utenti su Steam nei due giorni successivi all'uscita del gioco ha criticato le prestazioni del gioco su Windows. Queste recensioni negative hanno portato le recensioni complessive degli utenti del gioco al di sotto del 50% positive durante i primi due giorni dopo il lancio. Gli utenti si sono lamentati del fatto che il gioco sembrava orribile e aveva frame rate molto bassi, anche su hardware PC moderni di fascia alta.

### Vendite
In un comunicato stampa del 4 marzo 2025, Capcom ha annunciato che Monster Hunter Wilds aveva venduto oltre 8 milioni di unità nei 3 giorni successivi al lancio globale del gioco, rendendolo il gioco più venduto nella storia di Capcom. Capcom ha affermato che il successo era dovuto alla pubblicità del gioco a un vasto pubblico mondiale e alla tenuta di test beta online prima del lancio del gioco.
In Giappone, Wilds ha stabilito il record per il lancio di vendite fisiche più grande di qualsiasi titolo per PlayStation 5, vendendo 1,5 milioni di copie nella sua prima settimana. Ciò nonostante le vendite fisiche rappresentassero una percentuale inferiore di vendite rispetto ai precedenti titoli di Monster Hunter, probabilmente a causa dell'aumento della distribuzione digitale dall'uscita dei suoi predecessori.